# The Defeated
The Defeated è una serie televisiva canadese-tedesca del 2020.

## Trama
Berlino, 1946, Max McLaughlin, un detective americano di Brooklyn, è incaricato di rintracciare e catturare un criminale noto come "Engelmacher" Gladow, considerato l'Al Capone della Berlino del dopoguerra. Durante la sua missione, Max scopre che suo fratello Moritz, un veterano della Seconda Guerra Mondiale, è scomparso e potrebbe essere coinvolto in atti di vendetta contro ex nazisti.

Max collabora con Elsie Garten, una giovane e inesperta poliziotta tedesca, per affrontare i numerosi crimini violenti che si verificano nella città devastata dalla guerra e lotta con il suo passato traumatico e la lealtà verso suo fratello e la sua missione.

## Episodi
| Titolo originale | Pubblicazione in Italia |
| ---------------- | ----------------------- |
| Episodio 1       | 18 agosto 2021          |
| Episodio 2       | 18 agosto 2021          |
| Episodio 3       | 18 agosto 2021          |
| Episodio 4       | 18 agosto 2021          |
| Episodio 5       | 18 agosto 2021          |
| Episodio 6       | 18 agosto 2021          |
| Episodio 7       | 18 agosto 2021          |
| Episodio 8       | 18 agosto 2021          |